# あっかんべぇだぁ〜
『あっかんべぇだぁ～』はタイトーから1995年にリリースされたアーケードゲーム。スペースインベーダーシリーズの第5作目に相当するシューティングゲームである。
前作までと異なり、敵も味方もお笑い系キャラクターがそろったギャグ調のシューティングゲームとなっているほか、同社の他ゲームからの客演もある。
日本国外においては、漫画的でカラフルな世界観からパロディウスシリーズや、『コズモギャング・ザ・ビデオ』と比較する声が挙がっている。

## ゲームのルール
2方向レバー、1ボタン（ショット）で自機を操作し、徐々に画面下に迫ってくるインベーダーを撃墜する。一定時間ショットボタンを押し続けることで強力な攻撃をする溜め攻撃の要素がシリーズで初めて導入された。2人による協力プレイも可能。敵の弾に触れるか、インベーダーに最下段まで到達されて侵略される（元祖『スペースインベーダー』では侵略されるとゲームオーバーであった）と機数が減ることになる。
全5ラウンド＆32ステージ。各ラウンドの最後のステージはボス戦、ボス戦の前のステージは最終ラウンドを除きチャレンジングステージになっている。敵を全滅する（チャレンジングステージでは規定数の敵を撃破または画面外に逃がす、ボス戦ではボスを撃破する）ことで次のステージへ進めるが、次のステージの前に縦スクロールしながら襲来してくる敵と戦うステージもある。
たまに出現するアイテムを運ぶUFOを撃墜すると、様々なアイテム入手できる。たとえば、ボーリング球の場合、投げるとインベーダーを縦一列に一掃できる。

## 自機
ゲーム開始時に10種類の中から自分の使用する機体を選択する。プレイヤー1は1号、プレイヤー2は2号しか選択できない。
テケテケ1号（ダン）&テケテケ2号（まゆみ）
旧インベーダーの砲塔に近い機体だが、足がついている。溜め撃ちは、単発弾が貫通するタイプ。
くさい和1号（べんべん）&くさい洋2号（ペンペン）
和式便所と洋式便所型戦闘機で、パイロットはウン○。溜め撃ちは、命中した所にしばらく留まって拡散するタイプ。
ポリバケツ1号（わんこ）&段ボール箱2号（にゃんこ）
溜め撃ちは自機の移動に追尾して左右誘導できる弾を連続発射。
シルバーホーク1号（クライド）&シルバーホーク2号（ボニー）
『ダライアス』の主人公機。溜め撃ちは誘導性能の無い弾を連続発射。
御利益1号（さよちゃん）&開運2号（みよちゃん）
『奇々怪界』の小夜ちゃんがゲスト出演。唯一1号と2号で性能が違い、鳥居型戦闘機の御利益1号は「大吉～大凶」でランダムに威力が変わるお札型弾を、賽銭箱型戦闘機の開運2号は敵に命中するとその位置から左右に分裂するコイン型弾を溜め撃ちで撃つ。

## ステージ紹介
| ステージ名                   | ステージ概要                                                             | ラウンドボス                                                             |
| ---------------------------- | ------------------------------------------------------------------------ | ------------------------------------------------------------------------ |
| ステージ1 きゃあでらっくす号 | 宇宙空間にいるインベーダーの宇宙空母（高級外車型）を攻撃する。           | きゃあでらっくす号の艦長                                                 |
| ステージ2 おいしん星         | 食べ物ばかりのステージ。ボス突入前の演出はダライアスシリーズを模している | 『ダライアス』のボス（キングフォスル、オクトパス、海老の天ぷら）の舟盛り |
| ステージ3 こうら星           | 真夏の海のステージ                                                       | やどかり美少女                                                           |
| ステージ4 こわいこわい星     | 幽霊ばかりが出てくるステージ                                             | 多数の幽霊インベーダーを引き連れたボス・ゴースト                         |
| ステージ5 メカメカ星         | 最終ステージ。                                                           | 旧インベーダー（20点）を巨大メカ化したエンペラーインベーダー             |

## 移植作品
- PlayStation Portable版

2005年5月12日発売のスペースインベーダー ポケットに収録。
- PlayStation 2版

2005年8月25日発売の『タイトーメモリーズ 下巻』に収録。